# دوري كرة القدم النرويجي الدرجة الأولى 1964
دوري كرة القدم النرويجي الدرجة الأولى 1964 (بالنرويجية: 2. divisjon fotball for menn 1964)‏ هو موسم من الدوري النرويجي الدرجة الأولى. فاز فيه نادي أود.